# جون جي. فرانك
جون جي. فرانك (بالإنجليزية: John G. Frank)‏ هو سياسي أمريكي، ولد في 1840. حزبياً، نشط في الحزب الديمقراطي. وقد انتخب عضو جمعية ولاية ويسكونسن.